# روزها و حکمت‌ها
روزها و حکمت‌ها نام یک مجموعهٔ نمایشی تلویزیونی به کارگردانی «بهرام شاه‌محمدلو» است که در سال ۱۳۷۲ تولید و در ۳۰ قسمت، از شبکه ۱ سیمای جمهوری اسلامی ایران  پخش گردید.

## خلاصه داستان
در این مجموعه، تلاش می‌گردد تا با استفاده از متون کهن ادبیات فارسی و در قالب قطعه‌های کوتاه نمایشی، نکات اخلاقی و فضایل انسانی به مخاطب ارائه گردد.

## بازیگران و عوامل تولید

### بازیگران
- محمود بصیری
- علی طالب‌لو
- هرمز سیرتی
- عباس ظفری
- سعید انصاری
- آرش صمیمی‌فرد
- سعید جم
- توکلی

### عوامل تولید
- کارگردان هنری: بهرام شاه‌محمدلو
- کارگردان تلویزیونی: ناهید محمدیان
- فیلمنامه: فرهاد توحیدی
- تصویربردار: امیر قربان‌خانی، قربانی
- تهیه‌کننده: بهرام شاه‌محمدلو
- موسیقی: انتخابی
- فرمت تصویر: ویدئویی
- تعداد قسمت‌ها: ۳۰ قسمت
- مدت زمان: ۳۸۰ دقیقه
- محصول: گروه معارف اسلامی شبکه ۱ سیمای جمهوری اسلامی ایران
- سال تولید: ۱۳۷۲